# 오월의 청춘
《오월의 청춘》은 2021년 5월 3일부터 2021년 6월 8일까지 방영된 한국방송공사 월화 미니시리즈이며 5·18 광주 민주화 운동을 소재로 했는데 역사 왜곡이나 그 시절을 겪은 시청자들 사이에 논란이 될 수 있었지만 큰 차원의 사실 관계에 대해서는 잘못되지 않게 표현했고 여주인공 김명희(고민시 분)의 죽음 후 남자 주인공 황희태(이도현 분) 등 일부를 제외한 다른 인물들의 40년 뒤 모습이 공개되지 않아 안타까움을 남겼다.

## 기획 의도
1980년 5월, 역사의 소용돌이 한가운데 운명처럼 서로에게 빠져버린 희태와 명희의 아련한 봄 같은 사랑 이야기를 담은 레트로 휴먼 멜로 드라마

## 방송 시간
| 방송 채널 | 방송 기간                                           | 방송 시간                           | 방송 분량                              |
| --------- | --------------------------------------------------- | ----------------------------------- | -------------------------------------- |
| KBS 2TV   | 2021년 5월 3일 ~ 2021년 6월 8일 [1회~12회] (본방송) | 매주 월요일, 화요일 밤 9:30 ~ 10:40 | 70분 1회당 1부 40분, 2부 30분 분할방송 |

## 제작진

### 제작
- 안창현
- 강보영

### 제작사
- 이야기사냥꾼

### 연출
- 송민엽 : ( KBS2 드라마스페셜 《이토록 오랜 이별》(연출), KBS2 수목미니시리즈 《닥터 프리즈너》(공동연출) 등 연출 )
- 이대경 :

### 극본
- 이강 : ( KBS2 금요드라마 《스파이》(공동집필) 등 집필 )

## 등장인물
(†) 드라마 상 최종적으로사망한인물이다

### 주요 인물
- 이도현 : 황희태 역 - 자신을 예단하는 모든 것을 거부하는 선천적 청개구리

희태의 인생을 한마디로 표현하자면 '편견과의 전쟁'이다. 미혼모 아들에 대한 편견을 깨부수기 위해 학년마다 반장과 전교 1등을 도맡았고 서울대 의대에 수석으로 입학한다. 광주에서 올라온 자신에게 '머리 좋은 촌놈'이라 동기들이 떠들자 굳이 필요하지도 않은 최신 승용차를 뽑아버렸다. 대학생이라면 당연히 화염병을 들어야 한다는 통념도, 의대생이라 틀어박혀 공부만 할 것이라는 고장관념도, 지긋지긋해 통기타 하나 메고 허구한 날 대학로 음악다방을 드나들면서도 날라리 의대생 성적은 안 봐도 뻔하다는 색안경은 또 싫어서 남 안 보는 데선 피 터지게 공부해 과탑을 유지해왔다.
'대학가요제'에 나가야 한다는 핑계로 졸업을 유예했지만, 과거의 어떤 사건으로 의사로서의 삶을 망설이고 있다.
- 고민시 : 김명희 역 (†) - 광주 평화병원 응급실에서 근무하는 간호사

맨몸으로 고향을 떠나와 광주 생활을 시작해, 온갖 산전수전과 3교대 근무에 절어있는 지도 벌써 3년째다. 우는 환자 상냥하게 달래는 건 못해도, 다섯 살배기도 울지 않게 단번에 혈관을 잡아낸다. '백의의 천사'보다는 '백의의 전사'에 가깝다. 누군가의 아련한 첫사랑일 것만 같은 말간 외모와는 달리 관계에 엄격한 거리와 선을 두고 쉽게 곁을 내주지 않아 동료들에게는 악바리, 독종, 돌명희로 불린다. 과거의 상처를 잊으려 더욱더 바쁘게 자신을 혹사하면서도, 가슴속에는 남몰래 유학의 꿈을 품고 있다.
- 이상이 : 이수찬 역 - 수련의 세 살 터울 친오빠, 아버지의 회사를 함께 운영하고 있다. 프랑스 대학에서 경영학을 전공해, 실질적으로 가업을 물려받을 후계자. 무역만이 살길이라고 온 나라가 부르짖던 당시 사회 분위기와 유학 경험에 힘입어 고향 광주에서 제약회사를 차리려는 '산업역군'이다. 훤칠한 외모와 점잖은 성격으로 뚜쟁이들의 러브콜이 끊임없이 밀려오지만, 결혼만큼은 비즈니스처럼 해치우기 싫단 신념으로 몇 년째 싱글 상태 유지 중. 옛 세대의 전형적인 '남자다운 남성상'으로, 가족에 헌신하고 책임감 있는 스타일.
- 금새록 : 이수련 역 - 전남대학교에 재학 중인 '법학과 잔 다르크', 대대로 광주지역을 주름잡고 있는 유지 집안의 외동딸로, 사업체와 공장을 운영하시는 아버지 밑에서 유복하게 자랐다. 그런 수련을 보고 누군가는 말한다. 수련이라는 그 이름처럼, 더러운 자본가 집안에 핀 '연꽃' 같다고. 혹은 자본가 아버지 품에서 노동자의 권리를 부르짖는 위선자라고. 수련 역시 자신 안에서 부딪히는 양면성에 혼란스러울 때가 많지만 노동자를 착취하는 현실에 분노하며 노동운동과 민주화운동에 더욱 앞장선다.

### 희태의 주변 인물
- 오만석 : 황기남 역 - 희태의 아버지, 보안부대 대공수사과 과장.

통제와 조정의 대가. 우아한 가면 뒤에 잔인한 민낯을 숨기고 있다. 출세를 위해서라면 물불을 가리지 않아, 슬하에 아이까지 있던 희태의 친모를 버리기도 했다. 특유의 집요함과 야망으로 중앙정보부 요직까지 올라갔다가 장인의 정치적 문제에 휘말려 보안부대 전남지부로 쫓겨났지만, 아직도 권력욕을 잃지 않고 재기의 발판을 마련하기 위해 열을 올리고 있다.
- 심이영 : 송해령 역 - 희태의 새어머니, 정태의 어머니.

호남지역에서 유명한 양조회사의 외동딸로, 사업 확장을 위해서 정략적으로 중앙정보부에 근무하는 기남과 부부의 연을 맺었다. 고운 자태와 차분한 말씨로 앞에선 어딜 가나 사모님 대접을 받지만, 장성해서 제 발로 찾아온 기남의 혼외자식 희태 때문에 뒤에선 어느새 '첩'으로 기정사실화된 억울한 정실부인. 친정의 몰락으로 승승장구하던 남편 기남이 전남지부로 좌천당하게 되자 기남의 출세를 발목 잡았다는 생각으로 위축되어 있다.
- 최승훈 : 황정태 역 - 희태의 이복동생, 명수의 라이벌.

또래보다 머리 하나는 훌쩍 큰 키와 어린이 같지 않은 피지컬로 중등부 선수들과 함께 훈련하기도 하는 광주시 대표 달리기 유망주. 늘 아버지의 눈치를 보며 사는 어머니를 보며 자라서 그런지, 또래보다 철이 일찍 들어 어린이 주제에 굉장히 냉소적인 편. 어느 날 집으로 굴러온 의붓형 희태가 '박힌 돌'처럼 구는 모습이 얄미워 늘 괴롭히고 텃세 부린다.

### 명희의 주변 인물
- 김원해 : 김현철 역 - 명희의 아버지

시장에서 시계 수리 좌판을 운영하고 있다. 명희가 국민학교 들어가기 전에 시계방을 내는 것만이 목표였던 평범한 나날을 보내던 중, 청천벽력 같은 사건으로 정든 고향을 떠났다. 명희의 고교 시절, 어떤 이유로 명희에게 자퇴를 강요했던 일로 현재 명희와는 남보다 못한 냉랭한 사이로 지내고 있다. (1회 ~ 11회)
- 황영희 : 최순녀 역 - 명희와 명수의 어머니, 치매에 걸린 시어머니와 몸이 불편한 남편, 그리고 아이까지 돌보는 살림꾼.

처녀 시절 공장에서 일하다 같은 공장에서 만난 현철과 결혼했다. 명희를 서울에 있는 대학에 보내주지 못한 것이 평생의 한이다. 남편 현철의 결정에 크게 반대하지 않고 묵묵히 따르는 편이지만, 막내 명수라도 원하는 꿈을 따라 살기를 속으로 응원하고 있다.
- 조이현 : 김명수 역 - 명희의 동생, 늦둥이로 태어나 사랑받으며 자란 천진난만 철부지.

전남 대표 천 미터 달리기 선수로 소년체전에 출전하게 됐다. 어릴 적부터 달리기를 잘해, 운동회만 열리면 늘 반 대표로 계주를 뛰었다. 관계가 안 좋은 아버지와 누나 사이에서 중재 역할을 하려는 속 깊은 아이지만 운동화 끈도 잘 못 묶는 앳된 열두 살 소년이다.

### 수찬과 수련의 주변 인물
- 엄효섭 : 이창근 역 - 수찬과 수련의 아버지, 성공한 사업가.

방직과 옷과 자종차 부품을 생산하는 공장을 세 개나 운영하고 있고, 선친에게 물려받은 노른자위 땅을 전남 곳곳에 소유한 지역 유지. 아내가 죽고 나자, 홀로 된 몸으로 수찬과 수련을 정성으로 키워냈다. 데모한다고 싸돌아다니는 사고뭉치 딸 수련에 대한 염려로 가득한 와중에 유학을 갔던 장남 수찬이 든든한 사업 파트너가 되어 돌아오자, '제약회사'를 세워 사업 규모를 대폭 키워보려는 결심을 세운다.
- 김현 : 창근의 동생 역 - 수찬과 수련의 고모, 창근의 동생.

### 계엄군 사람들
- 권영찬 : 김경수 역 - 이등병, 희태의 대학 친구.

서울대 국어교육과에 재학 중 체포되어 강제입대 당했다. 버려진 동물 하나, 길가에 핀 꽃 하나 함부로 대하지 못하는 선한 성품으로, 군대 안에서는 '고문관' 취급을 받으며 선임의 괴롭힘과 강도 높은 충청훈련으로부터 하루하루 견디고 있다.
- 김은수 : 이광규 역 - 상병, 경수의 선임. '고문관' 경수를 챙기는 유일한 사람.

재수에 도전했다가 입시에 실패하자 삼수 대신 홧김에 입대했다. 경상도 아버지와 전라도 어머니 사이에서 태어난 '인간 화개장터'로 두 방언 모두 능숙한데, 유독 전라도에 발작하는 선임 병장 때문에 몇 년간 경상도 출신인 척하며 복무해 왔다.
- 노상보 : 홍상표 역 - 병장, 경수를 쥐잡듯이 잡는 내무반의 폭군.

평소 악랄한 행실로 모두가 빠른 전역을 기도하고 있는 인물이지만, 중간중간 가혹 행위로 영창에 다녀와 전역 날짜가 점점 미뤄지고 있다.

### 하숙집 사람들
- 박세현 : 이진아 역 - 하숙집 주인 딸, 독서실보다는 음악다방에서 팝송 듣는 걸 좋아하는 명랑소녀.

언젠가는 서울로 상경해 즐겨듣는 라디오 PD가 되는 게 꿈이다. 우연히 음악다방에서 만난 의대생 희태를 보고 뿅 반해버려, 과외까지 받게 되는 발랄한 여고생.
- 허정도 : 이경필 역 - 진아의 아버지, 하숙집 주인아저씨.

본래 진주 출신으로 광주에서 20년 넘게 처가살이를 하다가 광주 토박이 아내와 사별한 후에도 광주에 터를 잡고 사는 경상도 사나이. 하숙집 주인이라는 타이틀로 어디가서는 '임대업'을 한다며 뻐기지만, 사실상 온갖 집안일을 담당하는 살림꾼으로, 얼룩 빨래와 국물 요리가 특기.

### 평화병원 사람들
- 박철민 : 최병걸 역 - 부원장

김투만 쓴 로열패밀리 병원장을 대신해서 병원의 각종 실무를 도맡고 결정하는 실권자다.
- 김보정 : 김민주 역 - 응급실 간호사

명희의 1년 선배이자 군기반장이며, 과중한 응급실 업무 스트레스로 위에다 꾸준히 인원 충원을 요구하고 있다.
- 장원혁 : 유병철 역 - 응급실 레지던트

뺀질이 선배들이 떠넘긴 업무로 과로에 시달리며, 매일 밤 전공 선택을 후회한다. 성격이 자상하지는 않아도 공과 사가 확실하고 선을 넘지 않는 성격 덕에 다른 의사들에 비해 간호사들과 가장 소통이 잘 되는 편.
- 김이경 : 오인영 역 - 응급실 간호사

갓 간호대학을 나온 명희의 직속 후배(프리셉티)로 온 병아리 간호사라 아직은 눈치 살피기와 실수가 일상의 반.

### 그 외 인물
- 이황의 : 한석중 역 - 전남에서 의원으로 활동하는 유력 인사, 일제강점기 때부터 한 자리씩 해온 집안에서 나고 자란 지역의 유지. 권력의 흐름을 예민하게 캐치 해 '적당한' 포지션을 찾는 것이 그의 생존 전략. 대형 교회의 장로인 것이 큰 자랑거리로, 아내도 권사로 활동 중이다. 입안의 혀처럼 구는 기남에게 '큰손'들을 만날 수 있는 다리 역할을 해주고 있다.
- 이규성 : 정혜건 역 - 희태의 유일한 고향 친구, 명희의 성당 친구.

전남대 정치외교학과에 재학 중으로, 수련과 같은 학내 써클 소속이다. 작은 사진관을 운영하시는 아버지 밑에서 온화하게 자라 모난 데 없이 두루두루 누구와도 잘 지내는 타입
- 주보영 : 박선민 역 - 명희의 성당 친구

조선대 국어국문학과에 재학 중이다. 사진 찍는 것이 취미로, 꾸준히 혜건의 아버지에게 사진을 배워왔다. 훗날 신문사에 사진기자로 취업하는 것이 목표
- 김태범 : 박동욱 역
- 정욱진 : 최정행 역 - 매사에 실수투성이지만 의욕은 충만한 열혈 병아리 순경, 횃불 시위나 거리 시위 때 무엇보다 '시민 경호'에 앞장서는, 경찰이기 이전에 그저 한 명의 시민인 광주 토박이 (1회 ~ 9회)
- 김인선 : 장석철 역

### 특별 출연
- 권은빈 : 유진 역 - 희태의 전 여자친구 (1회)
- 정희태 : 중년 김경수 역 - 희태의 친구 (1회, 11회 ~ 12회)
- 최원영 : 중년 황희태 역 - 죽은 명희의 연인 (12회)
- 윤진성 : 중년 장석철 역 - 미술관 큐레이터 (12회)
- 성노진 : 중년 김명수 역 - 신부 (12회)

## 시청률
최저 시청률과 최고 시청률은 시청률 조사회사와 지역별로 시청률에 차이가 있을 수 있습니다.
| 2021년 | 2021년   | 2021년               | 2021년         | 2021년         | 2021년       |
| 회차   | 방송일   | 부제                 | TNmS 시청률    | AGB 시청률     | AGB 시청률   |
| 회차   | 방송일   | 부제                 | 대한민국(전국) | 대한민국(전국) | 서울(수도권) |
| ------ | -------- | -------------------- | -------------- | -------------- | ------------ |
| 제1회  | 5월 3일  | 각자의 달리기        | 4.8%           | 4.4%           | -            |
| 제1회  | 5월 3일  | 각자의 달리기        | 5.7%           | 4.9%           | -            |
| 제2회  | 5월 4일  | 나에게 맞는 신발     | -              | 3.7%           | -            |
| 제2회  | 5월 4일  | 나에게 맞는 신발     | 5.5%           | 4.7%           | -            |
| 제3회  | 5월 10일 | 당신의 한 달         | -              | 4%             | -            |
| 제3회  | 5월 10일 | 당신의 한 달         | 5.3%           | 5.1%           | -            |
| 제4회  | 5월 11일 | 선을 넘는다는 것     | -              | 3.2%           | -            |
| 제4회  | 5월 11일 | 선을 넘는다는 것     | 5.2%           | 4.4%           | -            |
| 제5회  | 5월 17일 | 괜찮은 여자          | -              | 3.8%           | -            |
| 제5회  | 5월 17일 | 괜찮은 여자          | 5.5%           | 4.6%           | -            |
| 제6회  | 5월 18일 | 기침, 사랑... 그리고 | -              | 4%             | -            |
| 제6회  | 5월 18일 | 기침, 사랑... 그리고 | 4.8%           | 5.2%           | 5.0%         |
| 제7회  | 5월 24일 | 끊어낼 수 없는       | -              | 4.2%           | -            |
| 제7회  | 5월 24일 | 끊어낼 수 없는       | 5.2%           | 5%             | -            |
| 제8회  | 5월 25일 | 그 문이 닫히고       | -              | 4.3%           | -            |
| 제8회  | 5월 25일 | 그 문이 닫히고       | 5.6%           | 5.7%           | 5.4%         |
| 제9회  | 5월 31일 | 재난의 전조          | -              | 4.0%           | -            |
| 제9회  | 5월 31일 | 재난의 전조          | 4.9%           | 4.9%           | -            |
| 제10회 | 6월 1일  | 선, 위선, 최선       | -              | 4.4%           | -            |
| 제10회 | 6월 1일  | 선, 위선, 최선       | 5.0%           | 5.6%           | 5.5%         |
| 제11회 | 6월 7일  | 무등 경기장          | -              | 4.5%           | -            |
| 제11회 | 6월 7일  | 무등 경기장          | 5.0%           | 5.3%           | -            |
| 제12회 | 6월 8일  | 첫 번째 오월         | -              | 4.6%           | -            |
| 제12회 | 6월 8일  | 첫 번째 오월         | 6.1%           | 5.6%           | -            |

## OST
- Part.1 Sondia - 봄의 멜로디 (2021.05.03 발매)
- Part.2 보레스트 (Borest) - 쉼 (2021.05.10 발매)
- Part.3 곽진언 - 나의 오월 (2021.05.11 발매)
- Part.4 소연 - 당신 생각 (2021.05.17 발매)
- Part.5 려욱 - 별이 쏟아지는 밤 (2021.05.18 발매)
- Part.6 정준일 - 기억의 나날 (2021.05.24 발매)
- Part.7 후디니 (Houdini) - 널 사랑한 걸 후회해 (2021.05.25 발매)
- Part.8 유해준 - 너에게 하고 싶은 말 (2021.05.31 발매)
- Part.9 김범수 - 오월의 겨울 (2021.06.01 발매)

## 수상 및 후보
| 연도 | 시상식       | 부문                       | 수상자        | 결과 |
| ---- | ------------ | -------------------------- | ------------- | ---- |
| 2021 | KBS 연기대상 | 남자 최우수상              | 이도현        | 수상 |
| 2021 | KBS 연기대상 | 미니시리즈부문 남자 우수상 | 이도현        | 후보 |
| 2021 | KBS 연기대상 | 여자 최우수상              | 고민시        | 후보 |
| 2021 | KBS 연기대상 | 미니시리즈부문 여자 우수상 | 고민시        | 수상 |
| 2021 | KBS 연기대상 | 남자 조연상                | 이상이        | 후보 |
| 2021 | KBS 연기대상 | 여자 조연상                | 금새록        | 수상 |
| 2021 | KBS 연기대상 | 여자 신인상                | 금새록        | 후보 |
| 2021 | KBS 연기대상 | 남자 청소년 연기상         | 조이현        | 수상 |
| 2021 | KBS 연기대상 | 베스트 커플상              | 이도현&고민시 | 수상 |
| 2021 | KBS 연기대상 | 남자 인기상                | 이도현        | 후보 |
| 2021 | KBS 연기대상 | 여자 인기상                | 고민시        | 후보 |

## 참고 사항
- 이도현과 고민시는 스위트홈에서 남매지간으로 출연했으며, 본작에서는 연인 사이로 출연 중이다.
- 황영희는 KBS 2TV 월화 드라마 《달이 뜨는 강》에 이어서 연속으로 KBS 2TV 월화 드라마에 출연한다.
- 심이영과 최승훈은 MBC 일일 드라마 《찬란한 내 인생》에 이어서 다시 한 번 모자지간으로 호흡을 맞추게 되었다.

## 같이 보기
- 대한민국의 텔레비전 드라마 목록 (ㅇ)
- 2021년 대한민국의 텔레비전 드라마 목록